# Martirologi d'Usuard
El Martirologi d'Usuard és un manuscrit datat entorn del 1450, originari dels tallers reials de Bohèmia (actual Praga), per encàrrec del rei Venceslau I d'Alemanya (Venceslau IV de Bohèmia). S'han documentat, en la seva execució, almenys quatre mans diferents, les quals han seguit l'estil anomenat gòtic Internacional. Malgrat la seva datació de mitjans del s. XV, la còpia del manuscrit i els medallons es realitzen al llarg dels segles xiii i xiv. Ha sofert diverses restauracions, de les quals destaca la realitzada per ordre del cardenal Dietrichstein a inicis del segle xvii.
El monjo Usuard, que dona nom al Martirologi, és l'autor del primer text que recull el llibre i data de l'any 860.

## Història
Té el seu origen a Bohèmia, concretament dels tallers de l'emperador Venceslau IV, a la ciutat de Praga, entorn del 1400, i prové d'una còpia del s. IX. Està elaborat en dues fases: el text (1254) i l'ornamentació, que és posterior. Conté 705 miniatures gòtiques, definidores de l'etapa més brillant del Gòtic Internacional. La seva ornamentació als marginàlia i als medallons és un exemple de naturalisme i fastuositat decoratius. És dels pocs manuscrits medievals que presenta una il·lustració tan extensa i rica referent als sants, presentats en l'acte del martiri in situ, o en l'acte d'enterrar les seves relíquies. Destaca la variada gamma cromàtica, i especialment algunes gammes poc usuals en els tons freds: blau, blau i verd, violeta i gris, contrastats amb un groc de sulfur i un groc verd clar.
S'han distingit fins a quatre il·lustradors diferents en l'execució de les miniatures i els marginàlia, totes elles de gran qualitat tècnica.
Des de la seva creació, el Martirologi d'Usuard ha passat per diverses mans: dels tallers del rei Venceslau IV de Praga, a mans de la família del cardenal Dietrichstein, com a regal, a finals del s. XVI. El cardenal Franz Dietrichstein, bisbe d'Olmütz, n'encarrega una restauració (1617). El següent propietari documentat fou Pere Antoni d'Aragó ambaixador a Roma i Virrei de Nàpols (primera meitat s. XVII), el qual el 1673 fa donació, juntament amb tota la seva biblioteca particular i altres objectes de valor, al Reial Monestir de Poblet.
Amb la Desamortització de Mendizábal aquesta biblioteca es disgrega, i dos dels monjos que l'abandonen s'emporten el Martirologi d'Usuard i es refugien al convent de les Religioses Bernardes del mercadal de Girona. El 1936 fou recollit pels Serveis de Patrimoni Artístic de Catalunya, i portat a Barcelona, on fou fitxat i fotografiat. L'abril de 1937 és exposat al Pavelló del Jeu de Paume a París, amb motiu de l'exposició d'Art Català. El 1939 és dipositat, pel bisbe Cartanyà de Girona, al Museu Diocesà de Girona, fins que es va constituir el Md'A.

## L'origen cistercenc del manuscrit
La presència de sants monjos fundadors de monestirs o venerats en ells, alguns dels quals ja figuren en el text original del manuscrit d'Usuard, fa pensar en l'origen monàstic del manuscrit. Una altra prova d'això serien les referències als misteris de la vida de la Verge, i altres referències de personatges del santoral, com la concepció de Joan Baptista, Sant Pere, Sant Pau, Sant Llorenç, etc. Una altra de les proves que argumenten l'origen monàstic del manuscrit és l'afegit que es troba sobre la figura de Sant Bernat, abat de Claravall (mort el 1153), i el de Maiol abat de Cluny (mort el 994), el de Thomas Becket, arquebisbe de Canterbury (mort el 1170). Totes aquestes referències fan pensar que el Martirologi d'Usuard forma part de la família dels martirologis de l'Orde del Cister.
L'esposa d'Enric el Barbut de Silèsia, Eduwigis, va fundar a Trebnitz, bisbat de Breslaw, un monestir de monges cistercenques. En morir el seu marit, es va retirar en aquest monestir la resta de la seva vida. La seva filla Gertrudis va ser la segona abadessa. Fams, crisis i incendis van perjudicar el monestir, deixant petja també al Martirologi. Aquest fet en va justificar la seva restauració. S'observa clarament en el colofó del restaurador del s. XVII Paulinowsky: any 1254, data que es va descobrir durant la restauració del segle xvii.
Prenent com a data de referència l'any 1254, molt possiblement aquest còdex va ser copiat en temps de Premislaus Otokar II, el Victoriós, Marquès de Moràvia, marcgravi d'Àustria i Rei de Bohèmia des del 1253 fins al 1278, any en què va morir. Monarca educat en la tradició germànica, Otokar va fer els possibles per tal que el seu país adoptés la llengua i cultura alemanyes. En el foli número 2 del martirologi s'observa una inscripció on hi apareix citat el primer propietari "... el Reverendíssim Senyor Esteve Raeditius, Bisbe d'Agrigense, Conseller de la sacra cesàrea i Règia Majestat, Lloctinent del regne d'Hongria."
El bisbe Esteban Raeditius, abans va ocupar l'arquebisbat d'Erlau, a partir del 1572 al 1586, i va ser conseller i Lloctinent de l'Emperador Rodolf V d'Hongria. Abans de morir va fer donació del Manuscrit a Franz von Dietrichstein. Aquest, príncep cardenal i bisbe d'Olmütz, fou el responsable de la restauració del Martirologi per part de Pawlinowsky.

## El Martirologi aventurer
Una guerra entre suecs i hongaresos; la ciutat de Praga en va resultar abatuda. Els vencedors es van endur, entre d'altres, la biblioteca del governador-bisbe i cardenal, cap a la ciutat d'Estocolm. Així el Martirologia entraria a formar part de la famosa biblioteca de la reina Cristina de Suècia. Quan aquesta reina va abdicar, es va traslladar a Roma, amb les millors peces de la seva biblioteca. Allà entraria en contacte amb Pere d'Aragó, amb el qual compartia la passió pels llibres.
Hi ha una altra versió que proposa que el trasllat a Roma del llibre no va ser en mans de la Reina Cristina de Suècia, sinó del mateix prelat-governador i cardenal Dietrichtein, figura rellevant de la Contrarreforma i resident a Itàlia durant molts anys.
En qualsevol cas, el que sí que es pot assegurar és que el llibre fou comprat a roma per Pere d'Aragó entre 1670 i 1672, on va residir, abans de traslladarse a Madrid. El 1673 va fer donació de la seva biblioteca personal al Monestir de Poblet.
L'any 1835 el monestir de Poblet fou incendiat i saquejat. La seva enorme biblioteca, de la qual formava part la biblioteca de Pere d'Aragó, fou també destruïda quasi completament. Alguns volums es varen poder salvar, entorn uns 300, i entre ells el Martirologi. Dos monjos el van dur fins a la ciutat de Girona, al convent de les germanes del Cister, al barri del Mercadal.
Barcelona, juliol de 1936. Des de la Direcció de Museus (sota la direcció de Joaquim Folch i Torres), es va organitzar un servei de salvació d'obres d'art que, emplaçades en temples religiosos, convents, museus, palaus i cases de col·leccionistes, es trobaven en perill real de desaparició o destrucció. Es va dissoldre la Junta de Museus i fou substituïda per un Comissariat, el qual depenia de Pere Corominas. L'objectiu va ser establir grups de voluntaris en totes les ciutats i pobles importants amb la missió d'evitar per tots els mitjans la destrucció o desaparició de monuments i objectes d'interès artístic. Dos dies després de la visita del comissari a la ciutat de Girona, l'alcalde del moment, Pere Corominas, va fer donació del Martirologi, el qual li havia arribat de la mà d'una monja de les germanes del Cister, del barri del Mercadal. Sortint del recinte conventual com a fet excepcional, va arribar fons al Consistori per fer dipòsit del llibre.
Un cop feta la donació, Joaquim Folch i Torres es va endur el llibre a Barcelona, el va ennumerar i redactar una fitxa d'inventari, i es va guardar. Pensant en el perill imminent que la guerra i els bombardeigs suposaven per a les obres d'art, es va creure convenient traslladar, entre d'altres, el Martirologi en una ciutat fora de l'àmbit de l'estratègia militar. Olot fou la ciutat escollida, el setembre de 1937.
Durant els mesos de trasllat d'algunes obres des de Barcelona a Olot, es va pensar en la possibilitat de celebrar una exposició d'Art Català Antic a la ciutat de París. un cop acordats el Museu de Barcelona i el Museu del Louvre, i feta una selecció de les peces d'època Medieval catalana més rellevants, entre elles el Martirologi d'Usuard. El museu del Louvre va acollir aquestes peces durant la Guerra Civil. L'exposició es fa fer al Pavelló del Jeu de Paume (al Jardí de les Teuleries) en una primera etapa i al Palau de Maisons-Laffitte en una segona etapa.
Un cop acabada la Guerra Civil Espanyola, els objectes exiliats van tornar a Catalunya, i el Martirologi va entrara formar part, al cap d'uns anys, de la col·lecció permanent del que fou l'embrió de l'actual Museu d'Art de Girona, el Museu Diocesà. Aquest estava ubicat, en un primer moment, en l'actual Casa Carles, situada a la plaça del Vi de Girona. Posteriorment es va traslladar la col·lecció al Palau Episcopal, actual seu del Museu d'Art de Girona.